# Фатих Карагюмрюк
Фатих Карагюмрюк Спор Кулюбю (на турски:Fatih Karagümrük SK) или просто Фатих Карагюмрюк, е турски професионален футболен клуб, от квартал „Карагюмрюк“ намиращ се в Истанбулския район Фатих. Те играят домакинските си мачове на Олимпийския стадион „Ататюрк“ в Истанбул с капацитет 75 145 места.

## История
Клубът е основан през пролетта на 1926 година, благодарение на усилията на Мухтар бей и обединението на младежките отбори „Аджичесме“ и „Карагюмрюк Генчлери“. Цветовете на отбора стават червено-черни, символизиращи пламъци и дим. „Фатих Карагюмрюк“ играе в турските лиги до 1942 г., когато заради министъра на образованието Хасан Али Юджел той е лишен от стадиона си, отдаден на спортен клуб „Вефа“, разположен в район Еминьоню, в резултат на което, отборът не функционира до 1946 г.
На 14 юли 1946 г. червено-черните подновяват дейността си под името „Карагюмрюк Генчлик“ (на турски: Karagümrük Gençlik Kulübü). Клубът учавства в първото професионално Турско първенство, организирано през 1959 година. Отборът играе още четири години в турската висша лига, след което изпада през сезон 1962/63. През сезон 2019/20  клубът се завръща във Висшата лига за първи път от 1983/84 и завършва 5-ти в крайното класиране и впоследствие става победител в плейофите.

## Соперници
Най-големият съперничество на „Фатих Карагюмрюк“ се явява „Касымпаша“ от съседния квартал на Истанбул.

## Успехи
- Турска Суперлига
  - 5-то място (1):' 1958/59
- Купа на Турция
  - 1/4 финал (1):' 1962/63
- Първа лига
  -  Победител (1): 1982/83
- Втора лига
  -  Победител (1): 2003/04 (група A)
- Трета лига
  -  Победител (2): 1988/89, 2001/02
- Областна аматьорска лига
  -  Победител (1): 2011/12
- Професионална 2 лига на Истанбул
  -  Победител (1): 1957/58